# Curculio c-album
Curculio c-album, kukac kornjaš iz porodice pipa raširen na Indijskom potkontinentu. Štetnik je koji se hrani na voćem vrste Syzygium cumini (sin. Eugenia jambolana). Izgledom sliči vrsti C. notobifasciatus koja se hrani također istim voćem ali je veći od nje.
Taksonomski pripada potporodici Curculioninae i plemenu (tribusu) Curculionini.